# Fernando Andrade dos Santos
Fernando Andrade dos Santos, hay Fernando (sinh ngày 8 tháng 1 năm 1993) là một cầu thủ bóng đá người Brasil thi đấu cho Santa Clara.

## Sự nghiệp câu lạc bộ
Anh ra mắt chuyên nghiệp in the Campeonato Paulista cho São Caetano vào ngày 24 tháng 3 năm 2012 trong trận đấu trước Grêmio Catanduvense.